# Харитонов, Иван Михайлович
Ива́н Миха́йлович Харито́нов (30 мая [12 июня] 1870, Санкт-Петербург — 17 июля 1918, Екатеринбург) — повар семьи последнего российского императора Николая II. Расстрелян большевиками вместе с царской семьёй, лейб-медиком Евгением Боткиным, Анной Демидовой и Алоизием Труппом.

## Биография
Сын Михаила Харитоновича Харитонова (1837—1913), который был круглым сиротой, но многого достиг: стал чиновником Министерства императорского двора, получил за заслуги орден Святого Владимира и личное дворянство. В 1882 году был определён отцом обучаться поварскому делу. Своё искусство Иван Харитонов совершенствовал в Париже. В 1888 году был определен к Высочайшему двору поварским учеником второго разряда, затем — поваром второго разряда.
С 1891 по 1895 год служил на флоте. Отслужив и вернувшись ко Двору, стал старшим поваром императорской кухни.
Имел звание почётного потомственного гражданина, был награждён многими орденами и медалями.
Православный христианин.

## После Февральской революции
После Февральской революции Харитонов заменил метрдотеля Императорской кухни Кюба, выехавшего из России. Находясь в ссылке, он давал уроки хлебопечения дочерям царя. Он делал всё от него зависящее, чтобы имеющимися ничтожными средствами радовать своих хозяев. Он часто утешал их в грустные минуты.

## Расстрел в доме Ипатьева
Был расстрелян вместе со всей императорской семьёй в Екатеринбурге в Ипатьевском доме в ночь с 16 на 17 июля 1918 года. Погиб одним из первых от пуль расстрельной команды.

## Канонизация и реабилитация
Канонизирован Русской православной церковью заграницей (наряду с семьёй Николая II тогда же были канонизированы находившиеся при ней слуги).
Русская православная церковь Московского патриархата, канонизируя в 2000 году царскую семью, не упомянула в своем решении слуг, в том числе Ивана Харитонова. Комиссия по канонизации, возглавляемая митрополитом Ювеналием, рассматривая вопрос канонизации царской семьи, отметила, что: 

…не представляется возможным окончательное решение вопроса о наличии оснований для канонизации этой группы мирян, по долгу своей придворной службы сопровождавших Царскую Семью в период её заточения и принявших насильственную смерть. …наиболее подобающей формой почитания христианского подвига верных слуг Царской Семьи, разделивших её трагическую участь, на сегодняшний день может быть увековечение этого подвига в житии Царственных мучеников.— 
16 октября 2009 года Генеральная прокуратура Российской Федерации приняла решение о реабилитации 52 приближённых царской семьи, подвергшихся репрессиям, в том числе Ивана Харитонова.

## Семья
Был женат на Евгении Андреевне Тур. Имел пятерых детей.
Старший сын, Пётр, увлёкся революционными идеями и перешёл на сторону красных, служил по медицинской части, но к концу жизни пересмотрел свои взгляды.
Сын — Харитонов Михаил Иванович, директор Ачисайского полиметаллического комбината, лауреат Ленинской премии (1965).
Внук Харитонова Валентин Михайлович Мультатули, филолог и театровед, присутствовал в Петропавловской крепости на захоронении останков царской семьи и её приближённых.
Правнук И. М. Харитонова, д. ист. н. Пётр Валентинович Мультатули является автором работ про Николая II и пишет об обстоятельствах расстрела Романовых и их слуг; автор биографического очерка о его прадеде.